# Plectrudis

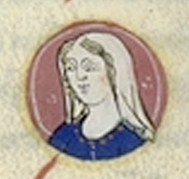
Portret van Plectrudis (14e eeuw, Toulouse, Ms 450 - fol. 186r).

Plectrudis (of Bliththryda bij Beda) (?, vóór 660 - Keulen, na 717, vermoedelijk 10 augustus 725) was gehuwd met Pepijn van Herstal. 
Zij was een dochter van Irmina van Oeren en Hugobert.
Zij was de moeder van: 
- Drogo (rond 670-708)
- Grimoald II, hofmeier in Neustrië, (rond 680 - vermoord in 714)

Plectrudis stamde uit een adellijk geslacht met bezittingen in de Eifel en rondom Keulen, een geslacht dat zeker zoveel aanzien genoot binnen het Frankische deelrijk Austrasië als dat der Arnulfingen/Pippiniden, waartoe haar echtgenoot behoorde. Dankzij haar steun aan het werk van Willibrord en haar optreden na de dood van haar man is over Plectrudis meer bekend dan over de meeste vrouwelijke tijdgenoten. 
Waarschijnlijk was Plectrudis van koninklijken bloede. In één tekst wordt namelijk een Plectrudis genoemd als zuster van Adela, abdis en stichteres van het klooster te Pfalzel (gesticht circa 735), die verwant was aan het Merovingische koningshuis. Indien deze identificatie klopt, bracht Plectrudis dus niet alleen uitgebreide bezittingen in haar huwelijk in, maar ook koninklijk bloed van de Salische Merovingen. 
Samen met haar man stichtte zij talrijke kerken en kloosters, waaronder het klooster van Susteren in 714. De kerk Heilige Maria in het Capitool in Keulen werd op haar initiatief gebouwd. Ze werd er ook begraven en heeft twee grafmonumenten.
Nadat haar man overleden was, werd zij regent over de Franken tot haar stiefzoon Karel Martel haar dwong af te treden in 717. Dit was een gevolg van de Frankische burgeroorlog, die zij verloor. Zij werd uit het paleis verdreven en trok zich terug in een gemeenschap bij de door haar gestichte kerk Heilige Maria in Capitool in Keulen. Zij stierf in Keulen op een onbekende datum. 
Hoewel ze niet heilig verklaard is, heeft ze wel haar plekje op de heiligenkalender. Haar feestdag is op 10 augustus.